# Federazione cestistica dell'Arabia Saudita
La Federazione cestistica dell'Arabia Saudita è l'ente che controlla e organizza la pallacanestro in Arabia Saudita.
La federazione, che ha sede a Riyadh, controlla inoltre la nazionale di pallacanestro dell'Arabia Saudita.
È affiliata alla FIBA dal 1964 e organizza il campionato di pallacanestro dell'Arabia Saudita.